# Flying Fish Cove

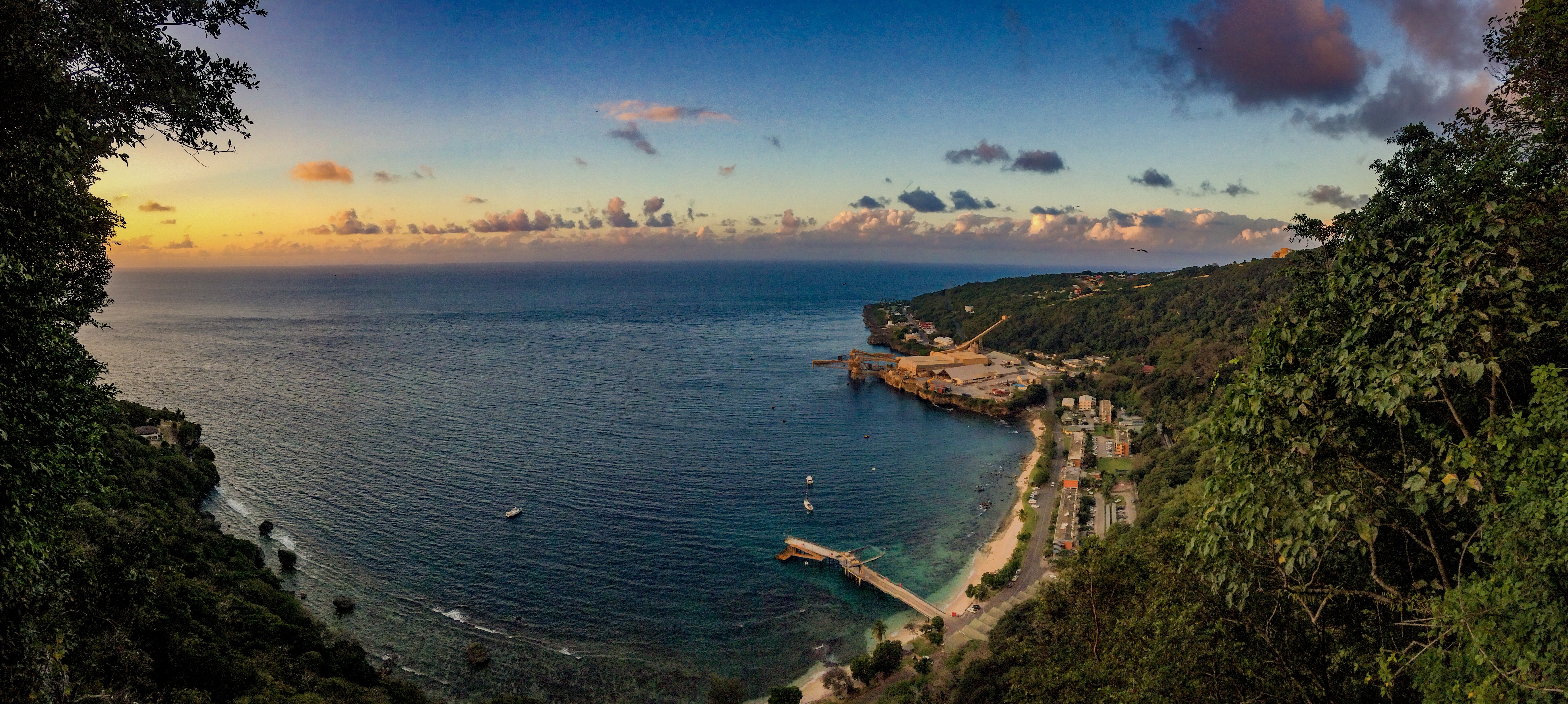
Stranden och hamnen i Flying Fish Cove.

Flying Fish Cove är huvudstad på det australiska territoriet Julön. Staden är namngiven efter det brittiska undersökningsfartyg HMS Flying Fish. På många kartor är den bara utmärkt som The Settlement. Den grundades 1888 av britterna. Cirka tre fjärdedelar av befolkningen i territoriet, som består av 2 072 invånare enligt 2011 års folkräkning, bor i Flying Fish Cove.